# Jump Square
Jump Square (jap. ジャンプスクエア, Jampu Sukuea), auch Jump SQ. (ジャンプSQ.), ist ein japanisches Shōnen-Manga-Magazin des Verlags Shūeisha. Es erscheint monatlich. Jede Ausgabe umfasst etwa 800 Seiten und kostet 500 Yen.

## Details
Jump Square erscheint seit dem 2. November 2007. Es ist der Nachfolger des Magazins Gekkan Shōnen Jump (Monthly Shōnen Jump), welches im Juni 2007 wegen schlechter Verkaufszahlen eingestellt wurde. Vier Serien aus dem alten Magazin werden in Jump Square fortgesetzt, darunter das erfolgreiche Claymore, das im Sommer 2008 in Deutschland veröffentlicht wurde. Größtenteils beinhaltet das Magazin aber neue Serien sowie Kurzgeschichten, die meist aus der Feder sehr bekannter Zeichner stammen, wie zum Beispiel Yasuhiro Nightow oder Akira Toriyama.

## Jump SQ.II und Jump SQ.19
Am 18. April 2008 erschien der Ableger Jump Square Second (ジャンプスクエアセカンド, Jampu Sukuea Sekando) bzw. Jump SQ.II als Möglichkeit für neue Autoren ihre Werke zu veröffentlichen und sich Serienveröffentlichen vertraut zu machen. Besondere Aufmerksamkeit erhielt das Magazin durch die darin veröffentlichte Kurzgeschichte Karakuridōji Ultimo, eine Zusammenarbeit zwischen Hiroyuki Takei und Stan Lee. Das Magazin erschien in unregelmäßigen Abständen in vier Ausgaben: Ausgabe 6/2008 (18. April 2008), 1/2009 (21. November 2008), 8/2009 (18. Juni 2009) und 1/2010 (18. Dezember 2009).
Abgelöst wurde das Magazin von Jump SQ.19 (ジャンプSQ.19, Jampu Esu Kyū Ichikyū), dessen erste Ausgabe am 19. Mai 2010 erschien. Dieses erschien bis April 2012 quartalsweise, danach alle zwei Monate am 19. jedes geraden Monats, bis sie am 19. Februar 2015 eingestellt wurde. Für Juli 2015 wurde eine Ersatzmagazin angekündigt.

## Veröffentlichte Manga-Serien

### Fortlaufend
- 1/11 Jūichi Bun no Ichi von Takatoshi Nakamura
- Ao no Exorcist von Kazue Katō
- Boku no Manga von Ryōsuke Kataoka
- D.Gray-man von Katsura Hoshino
- Embalming – The Another Tale of Frankenstein von Nobuhiro Watsuki und Kaoru Kurosaki
- Fantasma von Yūji Kaku
- Gag Manga Biyori von Kōsuke Masuda
- Gokurakugai von Yuto Sano
- Gate 7 von Clamp
- Hōkago no Ōjisama von Takeshi Konomi und Kenichi Sakura
- Kakko Kawaii Sengen! von Jigoku no Misawa
- Kemono Jihen – Gefährlichen Phänomenen auf der Spur von Shō Aimoto
- Kono Oto Tomare! von Amyū
- Seraph of the End von Takaya Kagami, Yamato Yamamoto, Daisuke Furuya
- Parman no Jōnetsuteki na Hibi von Fujiko Fujio A
- Second Brain von Akira Takahashi
- Shin Tennis no Ōjisama von Takeshi Konomi
- Shin’ai Naru Koroshiya-sama von Petenshi
- Sōsei no Onmyōji von Yoshiaki Sukeno
- Taishō Roman Oni-san Yameteee!! von Hidekazu Himaruya
- Talento Funsōki Koppy von Koppy
- Te to Kuchi von Tomohito Ōsaki und Mizuki Kawashita
- Teiichi no Kuni von Usamaru Furuya
- γ -Gamma- von Jun Ogino

### Abgeschlossen (Auswahl)
- Akiba Zaijū von Daisuke Kadokuni
- Black Torch von Tsuyoshi Takaki
- Binbōgami ga! von Yoshiaki Sukeno
- Claymore von Norihiro Yagi
- Dragonaut – The Resonance von Satoshi Kinoshita
- Genkaku Picasso von Usamaru Furuya
- Hōkago Wind Orchestra von Yūichirō Usa
- Ice Revolution von Aya Tsusumi und Yōhei Takemura
- Karakuridōji Ultimo von Hiroyuki Takei und Stan Lee
- Kekkai Sensen – Mafūgai Kessha von Yasuhiro Nightow
- Kiyoku Tadashiku Utsukushiku von Ufotable und TāTan Check
- Kurenai von Kentarō Katayama und Yamato Yamamoto
- Kuzumoto-san Chi no yon Kyōdai von Satoshi Kinoshita
- Letter Bee von Hiroyuki Asada
- Luck Stealer von Hajime Kazu
- Mahō no Ryōri Chaos Kitchen von Shōta Hattori
- Matsuri Special von Yōko Kamio
- Pat-Ken von Masanori, Ookamigumi und Katakura
- Rosario to Vampire: season II von Akihisa Ikeda
- Sekai no Chūshin de Taiyō ni Hoeru von Ponse Maeda
- Shiki von Fuyumi Ono und Ryū Fujisaki
- Taisho Otome Otogi Banashi von Sana Kirioka
- Tales of Innocence von Hiroyuki Kaidō
- Tista von Tatsuya Endō
- To Love-Ru Darkness von Kentarō Yabuki und Saki Hasemi
- Tsumikabatsu von Honemaru Mikami
- Yoku Wakaru Gendai Mahō von Hiroshi Sakurazaka und Miki Miyashita